# French Connection
French connection (títol original en anglès: The French Connection) és una pel·lícula estatunidenca dirigida per William Friedkin, estrenada el 1971 i doblada al català.

## Argument
Dos policies de narcòtics, Doyle i Russo, tenen la intuïció que un gran lliurament de droga està a punt d'arribar a Brooklyn. Vigilant Sal Boca, un petit truà italià, arriben a sospitar d'un francès arribat de Marsella, Alain Charnier, de ser al capdavant de l'operació.

## Repartiment
- Gene Hackman: el detectiu Jimmy «Popeye» Doyle
- Roy Scheider: el detectiu Buddy «Cloudy» Russo
- Fernando Rey: Alain Charnier
- Marcel Bozzuffi: Pierre Nicoli
- Tony Lo Bianco: Sal Boca
- Frédéric de Pasquale: Henri Devereau
- Bill Hickman: Mulderig
- Harold Gary: Weinstock
- Eddie Egan: Walt Simonson
- Sonny Grosso: Klein
- André Ernotte: La Valle

## Rodatge
El rodatge de la pel·lícula es va fer entre el desembre de 1970 i el febrer de 1971. D'Antoni volia que el film tingués una persecució més sonada encara, que la de Bullitt. Va ser la part més complexa del rodatge. Durant cinc setmanes es va rodar la seqüència en què Hackman persegueix en cotxe un tren del metro de Nova York. A part de l'actor, es van necessitar cinc especialistes.

## Premis i nominacions[calcitació]

### Premis
- 1972: Oscar a la millor pel·lícula[3]
- 1972: Oscar al millor director per William Friedkin[3]
- 1972: Oscar al millor actor per Gene Hackman[3]
- 1972: Oscar al millor guió adaptat per Ernest Tidyman[3]
- 1972: Oscar al millor muntatge per Gerald B. Greenberg[3]
- 1972: Globus d'Or a la millor pel·lícula dramàtica
- 1972: Globus d'Or al millor director per William Friedkin
- 1972: Globus d'Or al millor actor dramàtic per Gene Hackman
- 1973: BAFTA al millor actor per Gene Hackman
- 1973: BAFTA al millor muntatge per Gerald B. Greenberg

### Nominacions
- 1972: Oscar al millor actor secundari per Roy Scheider[3]
- 1972: Oscar a la millor fotografia per Owen Roizman[3]
- 1972: Oscar al millor so per Theodore Soderberg i Christopher Newman[3]
- 1972: Globus d'Or al millor guió per Ernest Tidyman
- 1973: BAFTA a la millor pel·lícula
- 1973: BAFTA al millor director per William Friedkin
- 1972: BAFTA al millor so per Theodore Soderberg

## Continuació
La pel·lícula va donar lloc a una continuació: French Connection 2 realitzada per John Frankenheimer el 1975. Gene Hackman i Fernando Rey hi van reprendre cadascun el seu paper.

## Anàlisi
Inspirat en fets reals i en la història de Jacques Angelvin, la pel·lícula French Connection es caracteritza per una voluntat del seu realitzador, William Friedkin, d'ensenyar el desenvolupament de la investigació, tal com es va produir realment. És aquesta recerca de realisme el que fa original la pel·lícula i el seu aspecte documental. Nombroses escenes van ser rodades càmera a l'espatlla, en decorats naturals i a la llum del dia.
Contràriament a la de la pel·lícula Bullitt amb Steve McQueen, estrenada tres anys abans, l'escena de la persecució entre Jimmy Doyle i el malfactor no segueix un model de precisió on els esdeveniments s'encadenen de manera mil·limètrica. Destaca una quasi-improvisació, filmada per William Friedkin trobant-se al cotxe de Gene Hackman durant l'escena. Negligint els riscs, el realitzador ha fet córrer un greu perill al seu actor principal, ja que moltes vegades, el seu cotxe xocarà amb altres vehicles, cosa que no havia estat prevista, però que serà conservat en el muntatge final de la pel·lícula.
A part de l'escena de la persecució, la majoria de les altres escenes de la pel·lícula han estat filmades segons els testimonis i els records dels policies Eddie Egan i Sonny Grosso. Per exemple, a la vigilància de Charnier, aquest últim es creua amb Grosso a l'entrada d'un hotel. A Grosso li falta poc per desemmascarar-se. Aquesta escena, per improbable que pugui semblar, va tenir lloc realment.
Friedkin, apartant les convencions holywoodenques, sobretot per les tècniques de rodatge, no ha tingut cap altra intenció que contar a l'espectador la verdadera història que va conduir els policies Eddie Egan i Sonny Grosso a desmantellar una de les més importants trames del tràfic de drogues als Estats Units.
Per sorprenent que pugui semblar, el missatge principal d'aquesta pel·lícula és shakespearià. Les psicologies són invertides: El traficant Alain Charnier és amanerat, ben vestit, menja en un restaurant de nivell mentre Jimmy Doyle, anomenat Popeye, encès policia, es gela en un amagatall menjant la seva hamburguesa que frega un vestit gastat per llargs anys de servei.
Inspirat en un fet real (Un cèlebre presentador de televisió francesa dels anys seixanta Jacques Angelvin que va estar implicat en el tràfic de drogues), French connection és una pel·lícula sobre el mal que evoluciona en una megàpolis gegantina, on tot és permès, ja sigui en un camp o en l'altre. L'escena de la persecució pel metro aeri és gairebé apocalíptica pel seu costat desconnectat de tot principi.